# IC 5044
IC 5044 ist eine Elliptische Galaxie vom Hubble-Typ E3 im Sternbild Pfau am Südsternhimmel. Im selben Himmelsareal befinden sich u. a. die Galaxien IC 5045, IC 5048, IC 5051, IC 5053.
Das Objekt wurde am 26. September 1900 von DeLisle Stewart entdeckt.